# 德發轉輪式機炮
「德發」轉輪式機砲（英語：DEFA cannon） ，是一款由法国軍備研究與生產局（DEFA 法语全寫：Direction des Études et Fabrications d'Armement，今奈克斯特系統公司）所研製以後獲多國廣泛使用的轉輪式航空機炮，航太建設、達梭航太與馬特拉公司亦有生產，被眾多軍用飛機，特別是法国空军和法國海軍航空兵的戰鬥機所裝上使用，發射30×113毫米機炮炮彈。

## 歷史
在第二次世界大戰期間，德國毛瑟公司開始使用電動擊發機構研發全新型號的20毫米機炮，以提高射速。在戰爭後期，毛瑟MG213轉輪式機炮已經開始走向成熟，但到了那時為止，盟軍採用了比如波音B-17「空中堡壘」和阿弗罗「蘭開斯特」這樣的大型战略轰炸机，導致了德國空軍的戰鬥機需要急促加緊提升武裝火力。而毛瑟的回應是使MG213發射MK-108航空机炮的30×90毫米RB機炮炮彈，這是一種彈頭相對較小、而且炮口速度較低，但具有大量的爆裂物裝藥量，這對於比如大型战略轟炸機這樣的非機動目標非常有用。直到戰爭結束時，MG213C版本的研發仍然在進行中，但從未達到過量產階段。
在戰後時期，MG213C在軍火圈當中的知名度不斷地提高，英國、法國和美國許多公司都各自以該機炮為範本加以研發。當中包括英國皇家武裝研究及發展機構和法國法國陸軍武器工業集團（今奈克斯特系統公司）。就在這時，一種共用的30×113毫米機炮炮彈就這樣研發出來，從MK-108的540米／秒（1,771.65英尺／秒，1.59马赫）到新型設計的790米／秒，這在炮口初速的提高方面作出了重大的改進。這只比伊斯帕諾Mk.V等當代20毫米機炮的840米／秒（2,755.91英尺／秒，2.47马赫）略低一點，使新型機炮炮彈適合在纏鬥期間以及對較大型的目標使用。其機構將射速由Mk.V的750發／分鐘提升至1,300發／分鐘，可說是顯著的改善。
一種新型武器、最初的Canon 30 M 550-F1（30 M 550-F1機炮）、後改稱為DEFA 551在1940年代後期迅速研發起來。以後的1954年，改進型Canon 30 M 550-F2A／F2B（30 M 550-F2A／F2B機炮）、後改稱為DEFA 552投入生產。1968年，法國研發出其升級型Canon 30 M 550-F3（550-F3機炮），並於1971年命名為DEFA 553以後投入生產。新版本裝有新型的供彈系統、硝基鍍铬钢製炮管、鍛製鼓輪外殼，並且提高了電力系統的可靠性。
皇家輕兵器工廠也推出了他們的轉輪式機炮的設計版本，並且命名為亞丁轉輪式機炮（ADEN可音譯為「亞丁」）。這兩款武器非常相似，而且可以使用相同的彈藥。而美國版本則是春田兵工廠M39 20毫米機炮，伊利諾伊理工學院對其進行了小幅改動，以後福特汽车和通用汽车在龐蒂克分部生產M39。而M39在中華民國的聯勤205兵工廠仿製型為T-75；這都是題外話。

## 概述
「德發」是一門氣動式5發轉輪型航空機炮，採用了火藥彈和電子底火擊發系統。它可以發射各種類型的30毫米口徑機炮彈藥，並且能夠連續擊發或是在0.5秒或1秒內點射。
DEFA 553被Canon 30 M 550-F4（30 M 550-F4機炮）、也就是DEFA 554所取代，而後者具有多項細節的改進。DEFA 554將用以重新裝彈的膛室由兩個增為三個，從而增加其射速。炮管壽命和機械可靠性都得到了改善，電控組件現在可讓駕駛員選擇兩種射速：空對空攻擊時的1,800發／分鐘或空對地攻擊的1,200發／分鐘。其先天性的大口徑彈藥具有較大的動能，這使得它在對地面目標（尤其搭載在攻击机以上）時具有更好的性能。在554以上的火藥彈裝填數也從只有一發增為三發，可讓駕駛員在起飛後才起動武器，而同時還有兩發備用火藥彈可在飛行途中用以排除啞火彈藥造成的停射故障，使其重新起動進行發射。

## 搭載
DEFA 550系列是從1954年起、直到1980年代達梭航太陣風戰鬥機出現之前，所有裝備航空機炮的法國戰鬥機的制式機炮。一對共兩門機炮，各自裝填125—135發，搭載於巴西AMX國際攻擊機、法國達梭MD 450「暴風雨」、MD 452「幻密」、幻象3／5型戰鬥機、軍旗4型攻擊戰鬥機和超級軍旗攻擊機，南方飞机「禿鷲」战术轰炸机、幻象F1型戰鬥機、美洲豹攻擊機和幻影2000系列。除此之外，它倆還（成對的）被搭載於以色列道格拉斯A-4E／F／H／N「天鷹」攻擊機、IAI「鷹」式、IAI「幼狮」和IAI「獅」式戰鬥機，意大利菲亞特G.91Y战斗轰炸機和馬基MB-326K教練機，印度尼西亚A-4「天鷹」，以及南非阿特拉斯「獵豹」戰鬥機和黑斑羚Mk.II輕型攻擊機。航太建設、達梭航太與馬特拉公司亦提供各款搭載著該武器的機炮筴艙。
目前，DEFA 550系列已經將其法國機載航炮的地位交給達梭航太陣風戰鬥機所搭載的GIAT 30航空機炮系列所繼承，儘管它在未來很多年內仍很有可能會獲廣泛使用。

## 使用國
阿根廷
 智利
 哥伦比亚
搭載於A-36「鷹」／航太建設C101戰鬥機以上。
 
 法國
 以色列
 義大利
 南非
 西班牙
 瑞士
 中華民國
配備於幻象戰機
和其他國家。

## 圖集

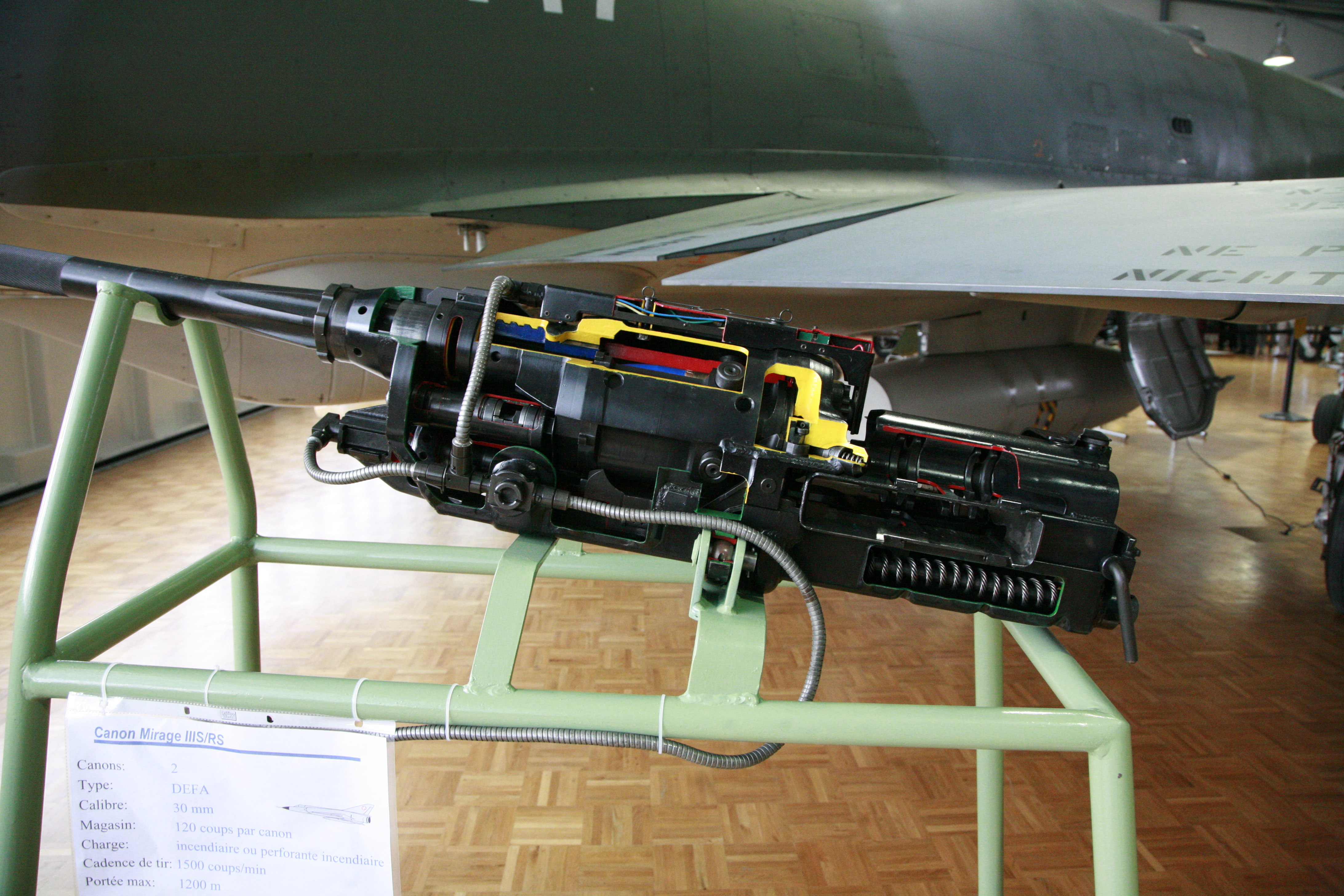
用以展示「德發」轉輪式機炮內部的剖視模型。
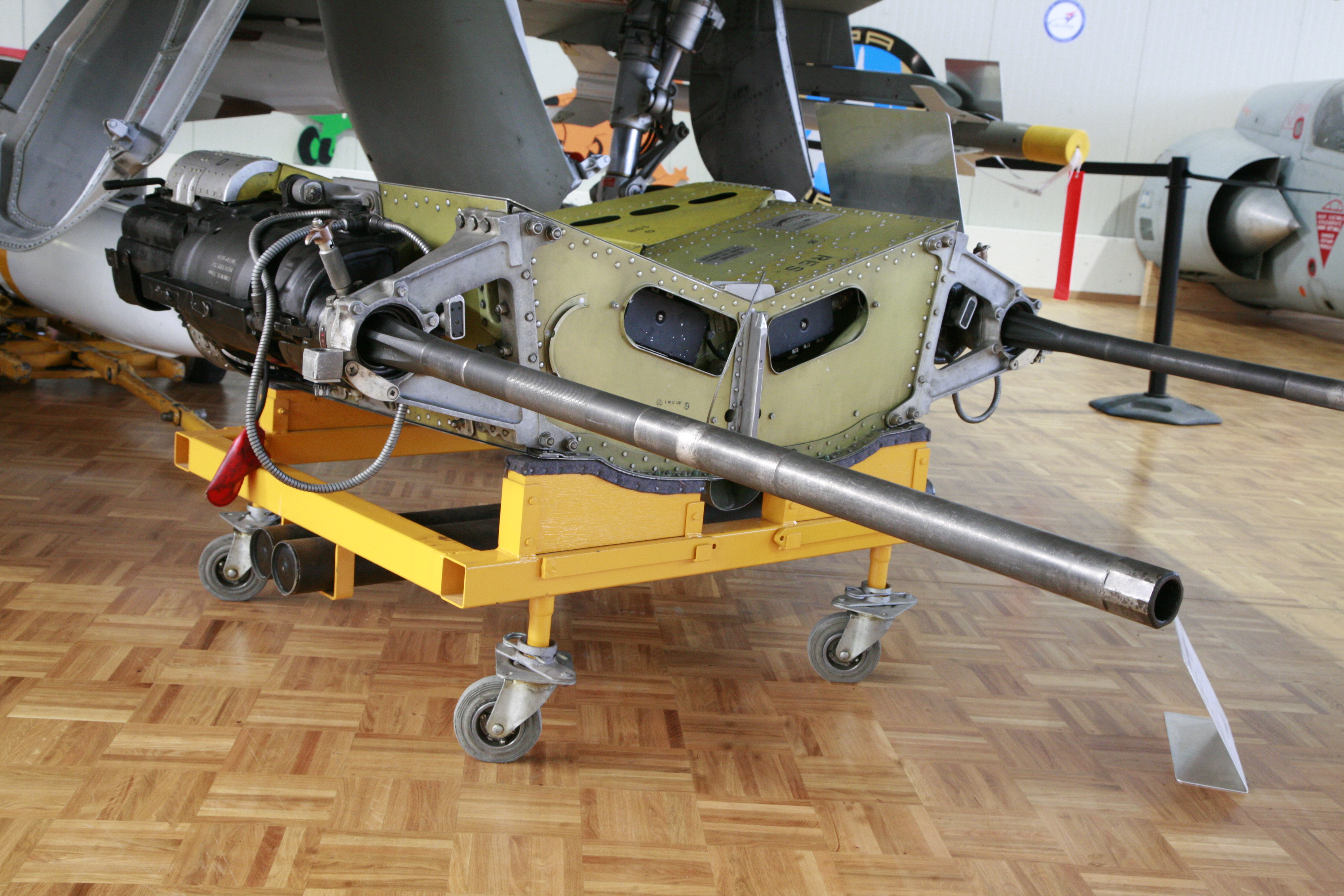
幻象3型戰鬥機雙聯炮架以上的兩門「德發」552型轉輪式機炮。
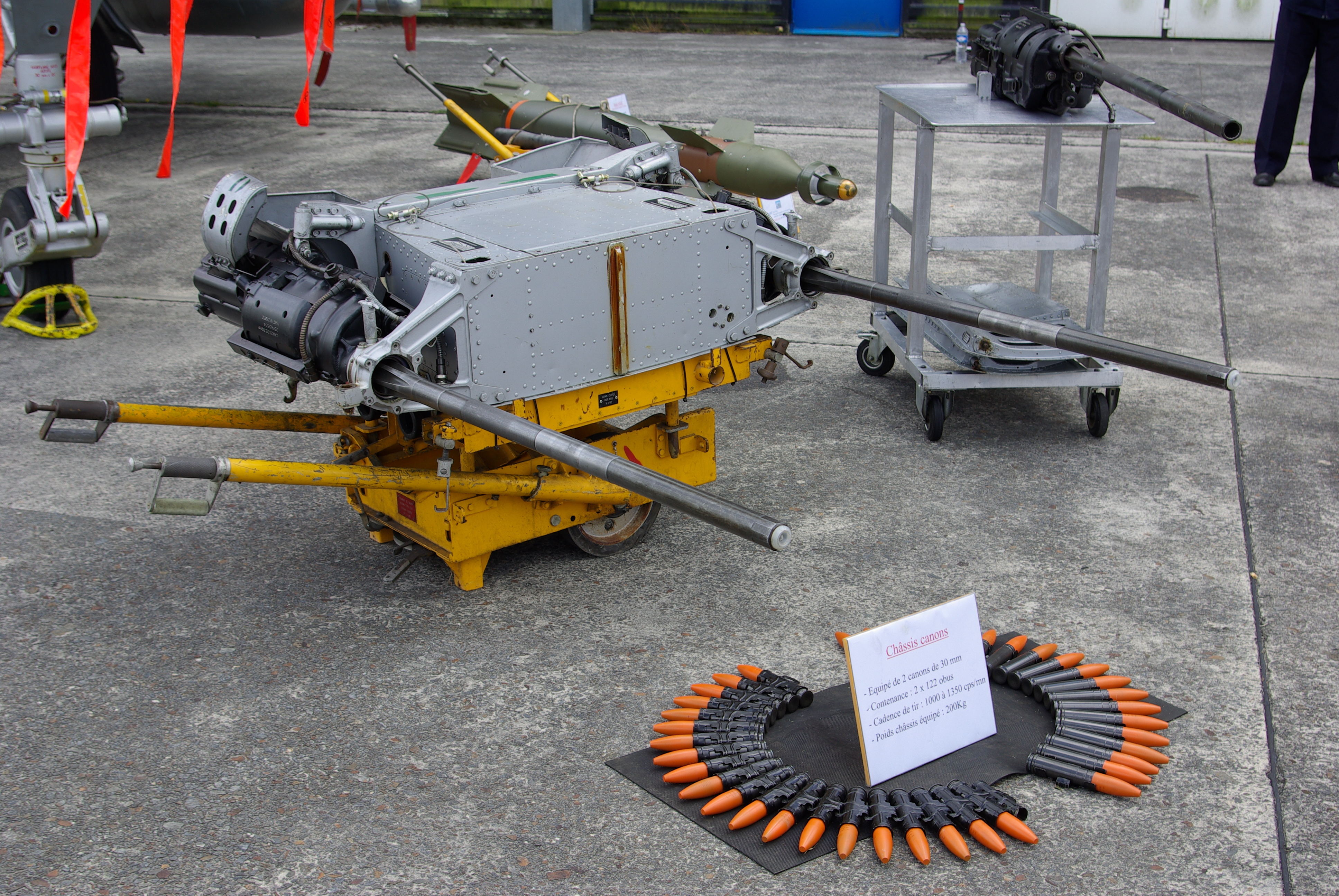
超級軍旗攻擊機雙聯炮架以上的兩門「德發」552型轉輪式機炮。
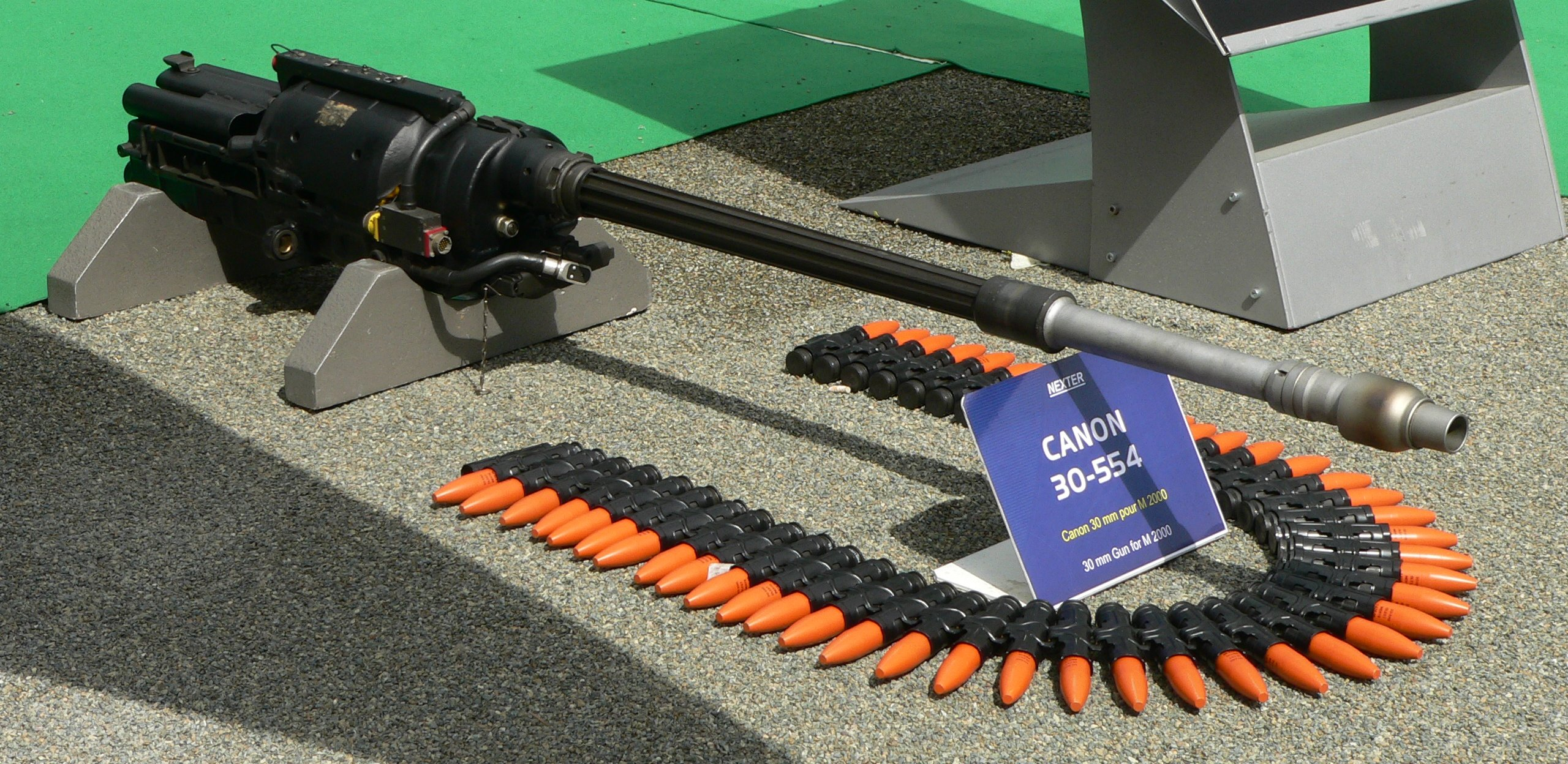
2007年巴黎航展以上展出的「德發」554型轉輪式機炮與其彈藥。

## 資料來源
1. ↑   (PDF). United Kingdom: AEI Systems Ltd.   [2011-02-04]. （原始内容 (PDF)存档于2014-01-02）.
2. ↑  Lennox, Duncan. . . Jane's Information Group. 2001  [2018-05-23]. ISBN 978-0-7106-0866-6. （原始内容存档于2013-01-26）.
3. ↑  ADEN Aircraft Cannon www.forecastinternational.com.  Viitattu 2017-10-19.
4. ↑  Nexter website: DEFA 30M factsheet

## 外部連結
- （英文）—Nexter website: DEFA 30M factsheet
- （英文）—DEFA 552A／553／554 30 mm aircraft cannon （页面存档备份，存于）
- （英文）—South Africa Air Force: DEFA 552 cannon factsheet （页面存档备份，存于）
- （英文）—South Africa Air Force: DEFA 553 cannon factsheet （页面存档备份，存于）
- （英文）—List of Military Gatling & Revolver cannons （页面存档备份，存于）
- （西班牙文）—30 x 113 mm / 30x113 French DEFA 30-550 / 30x113 Aden Mk4 / ECRA-ECDV 30 113 CFE 010

### 視頻鏈接
- （英文）—YouTube上的Dagger ataca fragata inglesa